# Alabama (tribu)
Los Alabama o Alibamu (Albaamaha en el idioma alabama) es una tribu del Sudoeste de Amerindios. 

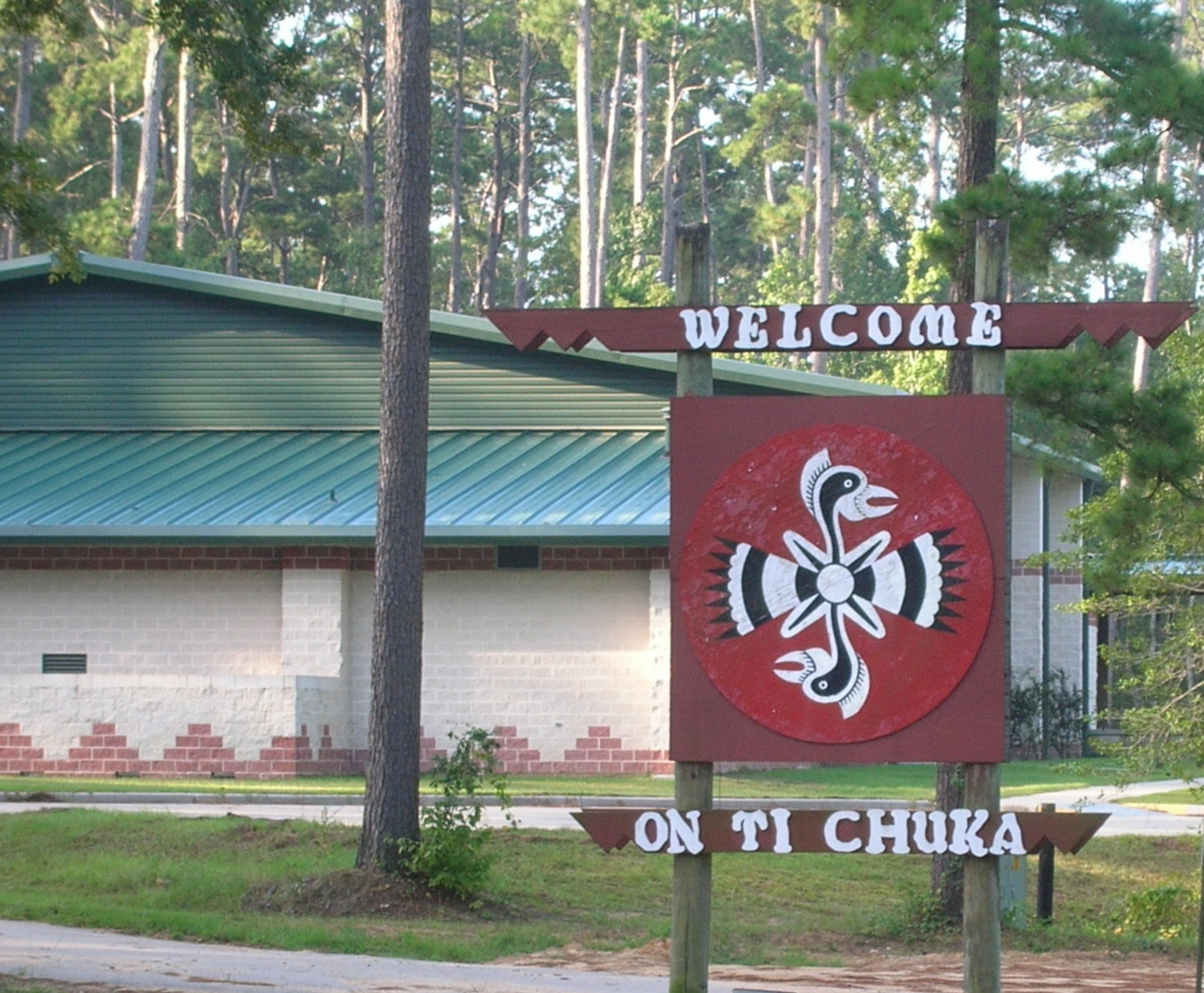

## Historia antes de 1540
El idioma alabama es parte de la familia de lenguas muskogueanas, como de igual manera los son las lenguas creek y choctaw, con quienes la tribu de los Alabama también comparten rasgos culturales. Son miembros de la Confederación Creek. La patria de los Alabamas estaba en la parte superior del río Alabama.

## Historia después de 1540
Los Alabamas se encontraron con los europeos por primera vez cuando Hernando de Soto llegó en 1540. En el siglo XVII, los franceses arribaron a la Costa del Golfo y construyeron un fuerte en el área de los Alabamas. Pese a las relaciones amistosas la tribu desarrolló la costumbre de tirar la basura que los colonos iban dejando y limpiar todo lo que habían usado. Una gran porción de los Alabamas, junto algunos de los Coushattas se trasladaron al oeste a la ribera del río Misisipi en lo que es ahora conocido como Luisiana, y finalmente trasladándose a Texas. Otros que se quedaron se unieron a los Creeks en la Guerra Creek, y fueron trasladados al Territorio Indio en los años 1830.

## Los Alabamas actualmente

### Texas
Los Alabamass que fueron desplazados a Texas apoyaban la Independencia de Texas, y como agradecimiento, Sam Houston recomendó a los tejanos que comprasen tierras a la tribu cuando sus tierras existentes fueron tomadas por los colonos. Se fusionaron con los Coushatta para convertirse en la actual Tribu Alabama-Coushatta de Texas, cuya soberanía fue formalmente reconocida por el gobierno federal en 1987. Las tierras tribales actuales se encuentra en el Condado de Polk, Texas.

### Oklahoma
la Ciudad Tribal Alabama Quassarte fue establecida en 1936 en el Condado de Okmulgee, Oklahoma. Los descendentes de los Alabamas que viven allí también están ligados a la Nación Muskogee Creek.